# Reichenwalde
Reichenwalde (niedersorbisch Rychwałt) ist eine Gemeinde im Landkreis Oder-Spree des Landes Brandenburg. Sie wird vom Amt Scharmützelsee mit Sitz in Bad Saarow verwaltet.

## Geographie
Reichenwalde liegt auf einem Höhenrücken zwischen dem Storkower See und dem Scharmützelsee.

## Gemeindegliederung
Nach ihrer Hauptsatzung hat die Gemeinde drei Ortsteile:
- Dahmsdorf (Damaćojce)
- Kolpin (Kółpin)[3]
- Reichenwalde (Rychwałt)

Dazu kommen die Wohnplätze Neu Reichenwalde und Waldrandsiedlung.
1992 mit Beginn der Ämterverwaltung in Brandenburg schloss sich Reichenwalde mit acht anderen Gemeinden zum Amt Scharmützelsee zusammen, dessen Sitz sich in Bad Saarow befindet. Die Gemeinden Reichenwalde, Dahmsdorf und Kolpin schlossen sich zum 31. Dezember 2001 zur neuen Gemeinde Reichenwalde zusammen.

## Geschichte
Reichenwalde, Dahmsdorf und Kolpin gehörten seit 1836 zum Kreis Beeskow-Storkow in der Provinz Brandenburg und ab 1952 zum Kreis Fürstenwalde (Dahmsdorf zum Kreis Beeskow) im DDR-Bezirk Frankfurt (Oder). Seit 1993 liegen die Orte im brandenburgischen Landkreis Oder-Spree.

## Bevölkerungsentwicklung
| Jahr | Einwohner |
| ---- | --------- |
| 1875 | 692       |
| 1890 | 669       |
| 1910 | 665       |
| 1925 | 692       |
| 1933 | 743       |
| 1939 | 697       |

| Jahr | Einwohner |
| ---- | --------- |
| 1946 | 799       |
| 1950 | 822       |
| 1964 | 681       |
| 1971 | 659       |
| 1981 | 636       |
| 1985 | 572       |

| Jahr | Einwohner |
| ---- | --------- |
| 1990 | 0 590     |
| 1995 | 0 604     |
| 2000 | 0 707     |
| 2005 | 1 097     |
| 2010 | 1 122     |
| 2015 | 1 115     |

| Jahr | Einwohner |
| ---- | --------- |
| 2020 | 1 255     |
| 2021 | 1 266     |
| 2022 | 1 224     |
| 2023 | 1 230     |
| 2024 | 1 220     |

Gebietsstand des jeweiligen Jahres, Einwohnerzahl: Stand 31. Dezember (ab 1991), ab 2011 auf Basis des Zensus 2011, ab 2022 auf Basis des Zensus 2022
Die Zunahme der Bevölkerungszahl 2005 ist auf den Zusammenschluss von Reichenwalde, Dahmsdorf und Kolpin zur neuen Gemeinde Reichenwalde im Jahr 2001 zurückzuführen.

## Politik

### Gemeindevertretung
Die Gemeindevertretung von Reichenwalde besteht entsprechend der Einwohnerzahl der Gemeinde aus 10 Gemeindevertretern und dem ehrenamtlichen Bürgermeister. Die Kommunalwahl am 9. Juni 2024 führte bei einer Wahlbeteiligung von 68,4 % zu folgendem Ergebnis:
| Partei / Wählergruppe                   | Stimmenanteil 2019 | Sitze 2019 |        | Stimmenanteil 2024 | Sitze 2024 |
| --------------------------------------- | ------------------ | ---------- | ------ | ------------------ | ---------- |
| SPD                                     | 31,7 %             | 3          | 29,1 % | 3                  |            |
| Bauern-Jäger-Angler                     | 09,2 %             | 1          | 14,5 % | 1                  |            |
| Einzelbewerber Joachim Kettner          | 05,8 %             | 1          | 14,0 % | –                  |            |
| Einzelbewerber Roland Brendel           | 08,6 %             | 1          | 10,3 % | 1                  |            |
| FDP                                     | 05,4 %             | –          | 09,4 % | 1                  |            |
| Die Linke                               | 07,5 %             | 1          | 08,5 % | 1                  |            |
| Einzelbewerber Andreas Balke            | –                  | –          | 08,4 % | 1                  |            |
| Einzelbewerberin Marlies Becker         | –                  | –          | 05,7 % | 1                  |            |
| Einzelbewerberin Renate Nifke           | 17,3 %             | 1          | –      | –                  |            |
| CDU                                     | 06,1 %             | 1          | –      | –                  |            |
| Einzelbewerberin Gabriele Streichenbach | 03,8 %             | –          | –      | –                  |            |
| Einzelbewerberin Sibylle Tauchert       | 02,8 %             | –          | –      | –                  |            |
| Einzelbewerber Daniel Losansky          | 01,8 %             | –          | –      | –                  |            |
| Insgesamt                               | 100 %              | 9          | 100 %  | 9                  |            |

Bei der Wahl 2019 entfielen auf Nifke zwei Sitze, von denen einer unbesetzt blieb.
Bei der Wahl 2024 kandidierte Kettner sowohl als Gemeindevertreter als auch als Bürgermeister. Bei der Wahl zur Gemeindevertretung entfiel auf ihn ein Sitz. Da er die Wahl zum Bürgermeister annahm, bleibt ein Sitz unbesetzt.

### Bürgermeister
- 1998–2008: Harry Schwarz (CDU)[14]
- 2008–2015: Heinz Döbler (parteilos, für die SPD)[15]
- 2015–2024: Mike Hemm (SPD)[16]
- seit 2024: Joachim Kettner (parteilos)

Hemm wurde bei der Bürgermeisterwahl am 26. Mai 2019 mit 51,6 % der gültigen Stimmen wiedergewählt.
Am 9. Juni 2024 wurde Kettner ohne Gegenkandidaten mit 75,1 % der gültigen Stimmen zu seinem Nachfolger gewählt. Seine Amtszeit beträgt fünf Jahre.

## Sehenswürdigkeiten

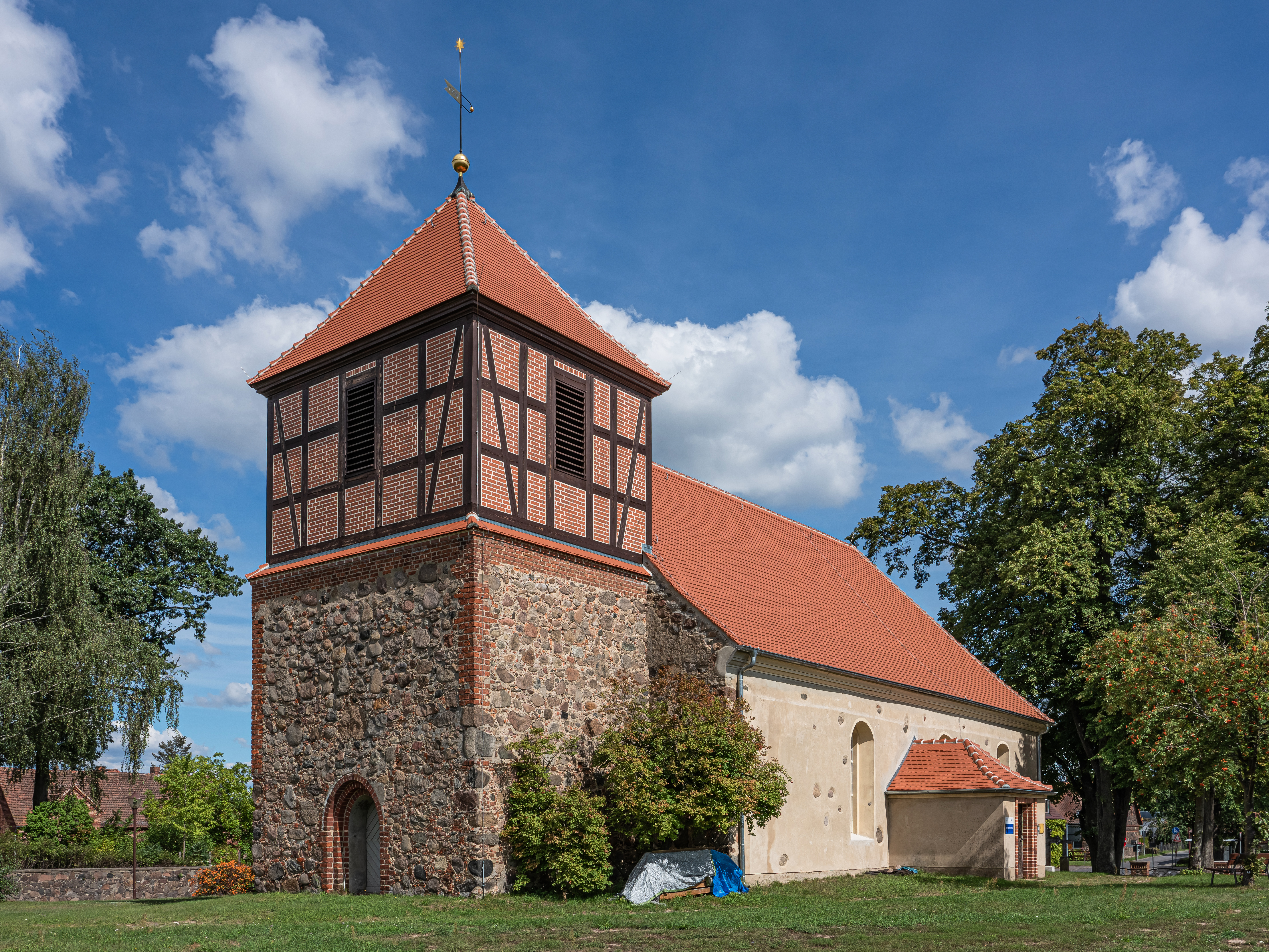
Dorfkirche Reichenwalde

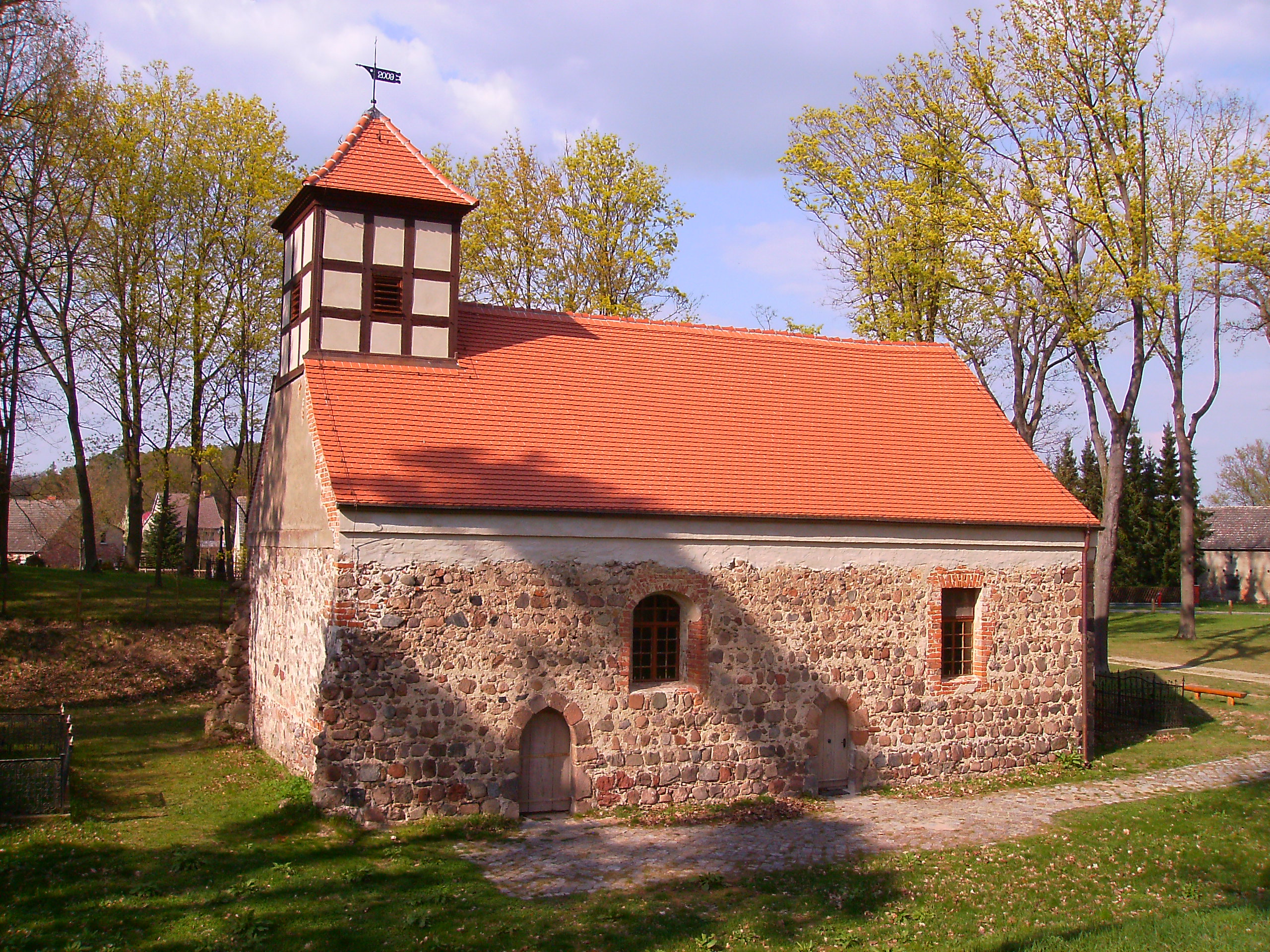
Dorfkirche Dahmsdorf

In der Liste der Baudenkmale in Reichenwalde und in der Liste der Bodendenkmale in Reichenwalde stehen die in der Denkmalliste des Landes Brandenburg eingetragenen Kulturdenkmale.
- Dorfkirche Reichenwalde, wurde am Ende des 13. Jahrhunderts aus Feldsteinen errichtet. In der zweiten Hälfte des 18. Jahrhunderts erfolgten zahlreiche Umbaumaßnahmen. Dabei wurden unter anderem der Westturm um ein barockes Geschoss in Fachwerk aufgestockt sowie die spätgotischen Fenster vergrößert. Im Innern befinden sich ein Altarkreuz aus Reddern sowie eine Grüneberg-Orgel von 1864 mit einem dreiteiligen Prospekt.

- Dorfkirche Dahmsdorf, Feldsteinkirche, gehört zu den ältesten Kirchen Brandenburgs, um 1241 errichtet, mit zwei Bronzeglocken, Kanzel und Gestühl aus dem 18. Jahrhundert, Altartisch mit Reliquienschrein, vorreformatorischen Malereien

## Wirtschaft und Infrastruktur
In der ehemaligen Schule des Ortes von 1813, die in den 1970er Jahren geschlossen wurde, befindet sich das Restaurant Alte Schule, das im Guide Michelin erwähnt wird.

### Verkehr
Reichenwalde liegt an der Landesstraße L 412 zwischen Storkow (Mark) und Bad Saarow.

### Öffentliche Einrichtungen
Auf dem ehemaligen Gut Reichenwalde befinden sich Wohnstätten für Menschen mit Behinderungen der Hoffnungstaler Stiftung Lobetal sowie eine Werkstatt für Menschen mit Behinderungen.

### Bildung
Das Gebäude der Kindertagesstätte „Spatzennest“ wurde in ökologischer Bauweise gebaut und im Dezember 2004 eingeweiht. Träger der Einrichtung ist der Verein „Kindertagesstätte Reichenwalde e. V.“. Im Ortsteil Kolpin befand sich bis Anfang 2008 die Justizakademie des Landes Brandenburg.

## Persönlichkeiten
- Didi Senft (* 1952), Fahrraddesigner, geboren in Reichenwalde